# Kobie Turner
Kobie Turner (Washington, 26 aprile 1999) è un giocatore di football americano statunitense che milita nel ruolo di defensive end per i Los Angeles Rams della National Football League (NFL).

## Carriera

### Los Angeles Rams
Brown al college giocò a football all'Università di Richmond (2018-2021) e alla Wake Forest University (2022). Fu scelto nel corso del terzo giro (89º assoluto) nel Draft NFL 2023 dai Los Angeles Rams. Debuttò come professionista nella gara del primo turno contro i Seattle Seahawks mettendo a segno 2 tackle e 0,5 sack. Nella settimana 12 fece registrare 2 sack e 5 pressioni sul quarterback nella vittoria sugli Arizona Cardinals. Al termine della stagione regolare fu premiato come rookie difensivo del mese di dicembre/gennaio periodo in cui, nelle sei gare disputate, fece registrare 15 tackle, di cui quattro con perdita di yard, e 5,0 sack. La sua prima stagione si chiuse con 57 tackle e 9 sack disputando tutte le 17 partite, di cui 4 come titolare, venendo inserito nella formazione ideale dei rookie dalla Pro Football Writers of America.

## Palmarès
- Rookie difensivo del mese: 1

dicembre 2023/gennaio 2024
- PFWA All-Rookie Team - 2023